# Persia's Got Talent
Persia's Got Talent is een spin-off van de Britse talentenjacht Got Talent en richt zich op Perzisch-sprekende doelgroepen over de hele wereld, maar voornamelijk in Iran (dat ook bekend staat als 'Persia'). Het programma wordt uitgezonden op MBC Persia.
De eerste uitzending was op 31 januari 2020 en werd opgenomen in Zweden, waar een grote Perzisch-sprekende gemeenschap woont. Iedereen die Perzisch spreekt kan meedoen aan de wedstrijd; het was echter niet mogelijk om deelnemers uit Iran toe te laten aangezien zij geen visum voor Zweden konden krijgen.
Het programma wordt gepresenteerd door het model Farzan Athari en de actrice Tara Grammy. In de jury zitten de Iraanse popmuzikant Ebi, de zanger Arash, actrice Mahnaz Afshar en artiest Nazanin Nour.
Aan de wedstrijd is tevens een geldprijs verbonden.